# لیماک‌لام
لیماک لام، روستایی است از توابع بخش مرکزی شهرستان رامسر در استان مازندران ایران.

## جمعیت
این روستا در دهستان چهل‌شهید قرار دارد و براساس سرشماری مرکز آمار ایران در سال ۱۳۸۵، جمعیت آن زیر سه خانوار بوده‌است.